# 西日本医科学生総合体育大会
西日本医科学生総合体育大会（にしにほんいかがくせいそうごうたいいくたいかい、西医体（にしいたい））は、西日本(富山県富山市・岐阜県岐阜市・愛知県長久手市・静岡県浜松市以西に所在するすべての大学医学部が参加する医学生のスポーツの大会である。
対応して、東日本(新潟県新潟市・長野県松本市・山梨県甲府市以東)では「東日本医科学生総合体育大会（東医体）」が開催されており、競技によっては西医体の優勝校が東医体の優勝校と対戦して全国一を決定する「全日本医科学生体育大会王座決定戦（全医体）」が行われる。

日本国内では国体に次ぐ参加者数を誇る。2011年の総参加者数は14,570名、44校の医学部が参加し、21種の競技が開催された。ほとんどの競技は夏に行われるが、スキーだけは冬の開催となる。
医学部の運動部にとって西医体はもっとも重要、かつ由緒ある大会であり、ここでの活躍は学内での部の立場を左右するほどである。医学部の指導教官もかつては医学生として西医体に関与したことのあるものがほとんどであり、西医体の期間に重なっては講義や実習は設定されないことが普通である。しかし近年、カリキュラムの変更などによって大会期間中に講義や実習が設定される大学も存在する。
医学生は練習に割く時間に限りがある上、6年制なため一般大学とは幹部学年・引退学年にずれがあるなど、一般大学と試合するには困難を伴う。
それに加えて、決して多いとは言えない医学生の間での交流を深める意味もあって開催されている。

## 主管
西医体には名目上では西日本医科学生体育連盟という組織が主催しているが、事務局などといった組織運営は行なわれていない。この連盟には西日本の医学部44校が加盟していて、地区別に西日本を4つのブロックに分けて十校前後でグループを構成し、あらかじめ決められた順に輪番で大会を主催する。

## 西日本医科学生体育連盟
西日本医科学生体育連盟には常設事務局はなく、毎年、主催担当ブロック内の医学部のひとつが代表主管校となって、連盟本部を主宰する。
- 大会会長：代表主管校の医学部長が大会会長を務める。
- 連盟理事長：代表主管校の医学部教授が務める。前年度に理事を務めた教授がなるのが通例。
- 理事：各校の担当者（多くは医学部教授）が務める。
- 評議委員長：代表主管校の学生（普通は医学部4年生）が務める。代表主管校と各校の評議委員との連絡等を行う。
- 連盟書記局長：代表主管校の学生（普通は医学部4年生）が務める。書記という役職だが、実際には代表主管校と各校の理事との連絡等を行う。
- 理事会：理事により構成される。本連盟の最高決定機関である。4月、7月の年2回開催される。
- 評議委員会：各校から選出された学生2名（評議委員・副評議委員）により構成される。大会・連盟・各部門の予算、決算、実行計画はすべて評議委員会の議決の後、理事会に回付される。議決権は各校1票。通例、3月、5月、7月、10月の年4回開催される。

西日本医科学生体育連盟（代表主管校）の主な業務は大会運営委員会を組織すること、理事会や評議委員会を開催すること、等である。
代表主管校はブロック制による持ち回りとなっており、関西→中国・四国→九州・山口→東海・北陸→関西…となっており、ブロック内で1→2→3…というような持ち回りとなる。
東海・北陸ブロック
1. 名古屋大学
2. 金沢大学
3. 三重大学
4. 浜松医科大学
5. 愛知医科大学
6. 富山大学
7. 藤田医科大学
8. 金沢医科大学
9. 福井大学
10. 岐阜大学
11. 名古屋市立大学

関西ブロック
1. 京都大学
2. 大阪医科大学
3. 大阪市立大学
4. 関西医科大学
5. 大阪大学
6. 京都府立医科大学
7. 奈良県立医科大学
8. 滋賀医科大学
9. 兵庫医科大学
10. 近畿大学
11. 和歌山県立医科大学
12. 神戸大学

中国・四国ブロック
1. 広島大学
2. 岡山大学
3. 徳島大学
4. 鳥取大学
5. 川崎医科大学
6. 高知大学
7. 愛媛大学
8. 島根大学
9. 香川大学

九州・山口ブロック
1. 琉球大学
2. 九州大学
3. 山口大学
4. 鹿児島大学
5. 長崎大学
6. 久留米大学
7. 熊本大学
8. 福岡大学
9. 佐賀大学
10. 宮崎大学
11. 産業医科大学
12. 大分大学

近年の主管校
- 2003年　神戸大学
- 2004年　香川大学
- 2005年　大分大学
- 2006年　名古屋市立大学
- 2007年　京都大学
- 2008年　広島大学
- 2009年　琉球大学
- 2010年　名古屋大学
- 2011年　大阪医科大学
- 2012年　岡山大学
- 2013年　九州大学
- 2014年　金沢大学
- 2015年　大阪市立大学
- 2016年　徳島大学
- 2017年　山口大学
- 2018年　三重大学
- 2019年　関西医科大学

予定されている主管校
- 2020年　鳥取大学
- 2021年　鹿児島大学
- 2022年　浜松医科大学
- 2023年　大阪大学
- 2024年　川崎医科大学
- 2025年　長崎大学
- 2026年　愛知医科大学
- 2027年　京都府立医科大学
- 2028年　高知大学
- 2029年　久留米大学
- 2030年　富山大学

## 西医体運営委員会
代表主管校には西医体運営委員会が組織され、運営のほとんどを学生自らの手で行う。メンバーは合計20名程度である。
運営委員会は実際に運営をする年度の2年以上前に重要な役職を中心に結成され、前年度、前々年度代表主管校運営委員会の指導の下で西医体運営の実際を学ぶ。
各競技の主催は代表主管校のそれぞれの運動部が担当し、代表主管校に該当クラブがない競技のみ同じブロック内の他校に移管して主催するという形をとる。
大会実行委員会の主な業務は、2週間ほどかけて行われる大会全体の統括である。具体的には、各部門の予算・決算のとりまとめと評議委員会・理事会への提出、競技会場の確保、大会日程の決定、各競技会場の安全対策、選手のエントリー、総合得点の集計など、非常に多岐にわたる。また、開会式・閉会式を開催することも業務の一部である。
そのため運営に関わる学生は長期休暇やゴールデンウイークも大会の準備に忙殺される。
主な役職
- 運営委員長
- 競技委員長
- 総務会計委員長
- 競技会計委員長
- 宿泊委員長
- 出版委員長
- 安全対策委員長
- 熱中症対策委員長
- 広報賞品委員長
- エントリー委員長
- ラグビー安全対策委員長
- オンライン担当委員長

## 開催競技
- 柔道
- 剣道
- 弓道
- 空手道
- 合気道
- 陸上競技
- 水泳
- ボート
- ヨット
- 準硬式野球
- サッカー
- ラグビー
- ハンドボール
- バスケットボール
- バレーボール
- テニス
- 卓球
- バドミントン
- ソフトテニス
- ゴルフ